# يوهان فريدريك ماير (أستاذ جامعي)
يوهان فريدريك ماير (بالألمانية: Johann Friedrich Mayer)‏ هو عالم عقيدة ألماني، ولد في 6 ديسمبر 1650 في لايبزيغ في ألمانيا، وتوفي في 30 مارس 1712 في شتشين في بولندا.